# Teresa Folga
Teresa Jadwiga Folga, po mężu Theodoropoulos (ur. 15 października 1966 w Krakowie) – polska gimnastyczka, trenerka, olimpijka z Seulu 1988.

## Życiorys
Podczas kariery sportowej (lata 1975–1988) reprezentowała klub MKS Krakus Kraków. Wielokrotna mistrzyni Polski:
- w wieloboju w latach 1984, 1985, 1987, 1988,
- w ćwiczeniach z obręczą w latach 1984, 1987,
- w ćwiczeniach ze skakanką w roku 1987,
- w ćwiczeniach z piłka w roku 1983,
- w ćwiczeniach ze wstążką w roku 1984,
- w ćwiczeniach z maczugami w latach 1984, 1987.

Wielokrotna uczestniczka:
- mistrzostw świata[1]:
  - w Monachium (1981) – 23. miejsce,
  - w Valladolid (1985) – 17. miejsce,
  - w Warnie (1987) – 10. miejsce
- mistrzostw Europy[1]:
  - w Wiedniu (1984) – 7. miejsce,
  - we Florencji (1986) – 10. miejsce,
  - w Helsinkach (1988) – 19. miejsce,

Na igrzyskach w Seulu zajęła 7. miejsce w wieloboju indywidualnym. Została również wybrana miss Igrzysk.
Została zwyciężczynią plebiscytu „Dziennika Polskiego” na najlepszych sportowców Małopolski za rok 1988. Zamieszkała w Grecji.